# Geiseljoch
Das Geiseljoch, veraltet auch Gaiseljoch, ist eine 2292 m hohe Passhöhe zwischen der südlichen Gebirgskette des Inntales und dem Tuxer Tal (Vorderlanersbach) in den Tuxer Alpen.
Schon um 889 wurde das Geiseljoch urkundlich erwähnt. Das Geiseljoch war früher ein vielbegangener Weg vom Tuxer- und Zillertal aus zu den Märkten in Hall in Tirol und Innsbruck.
Der Weg vom Inntal zum Geiseljoch führt von Weer aus über die Weidener Hütte. Südwestlich des Geiseljoches befindet sich die Vallruckalm.
Im Herbst 2012 wurde am Joch ein neues Kreuz des Weerberger Künstlers Franz Knapp errichtet.
Da über das Geiseljoch ein für den öffentlichen Verkehr gesperrter Fahrweg führt, kann dieser Pass nicht nur von Wanderern, sondern auch von Mountainbikefahrern genutzt werden. Die klassische Strecke der Transalp-Challenge des Jahres 1998 führte über das Geiseljoch.
Vom Geiseljoch können die Halslspitze und der Rastkogel über den ostwärts ziehenden Rücken erstiegen werden.